# Ndeye Binta Leye
Ndeye Binta Leye est une actrice et styliste sénégalaise.

## Biographie
Ndeye Binta Leye exerce d'abord le métier de styliste et fonde sa marque de couture, Ebeno Couture. Elle travaille également à la télévision depuis 2014.
Depuis 2019, elle interprète son premier rôle d'actrice, celui de Lalla Piem Ndiaye dans la série à succès Maîtresse d'un homme marié. Lalla est l'épouse de Cheikh Diagne avec qui elle a une fille, Noura. Sa vie conjugale, jusque là sans souci, bascule lorsque Marème Dial devient la maîtresse, puis la deuxième épouse de Cheikh. 